# خافيير كاربالو
خافيير كاربالو (بالإسبانية: Javier Carballo)‏ هو شخصية أعمال إسباني، ولد في 19 أغسطس 1961 في مدريد في إسبانيا.